# Rodolphe Alexandre

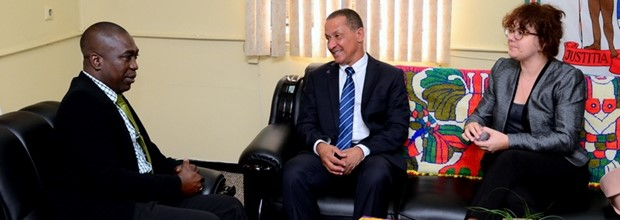
Rodolphe Alexandre (en el centro) con el ministro de Desarrollo regional de Surinam (a la izquierda)

Rodolphe Alexandre (Cayena, Guayana Francesa: 26 de septiembre de 1953) es un político francés. Desde 2015 hasta 2021 fue el presidente de la Asamblea de Guayana.

## Biografía
Tras completar su educación secundaria en la escuela Félix Éboué, obtuvo una maestría en historia y geografía en la Universidad de Burdeos III.
Se unió al Partido Socialista Guayanés en 1983, cuando se convirtió en jefe de gabinete del Consejo general de Guyana (hasta 1988).
Fue alcalde de Cayena entre 2008 y 2010 y presidente del Consejo regional de la Guayana Francesa desde el 26 de marzo de 2010, hasta que el Consejo regional y el Consejo general fueron reemplazados por un único cuerpo, la Asamblea de Guayana, el 1 de enero de 2016.